# Herbert Vaughan

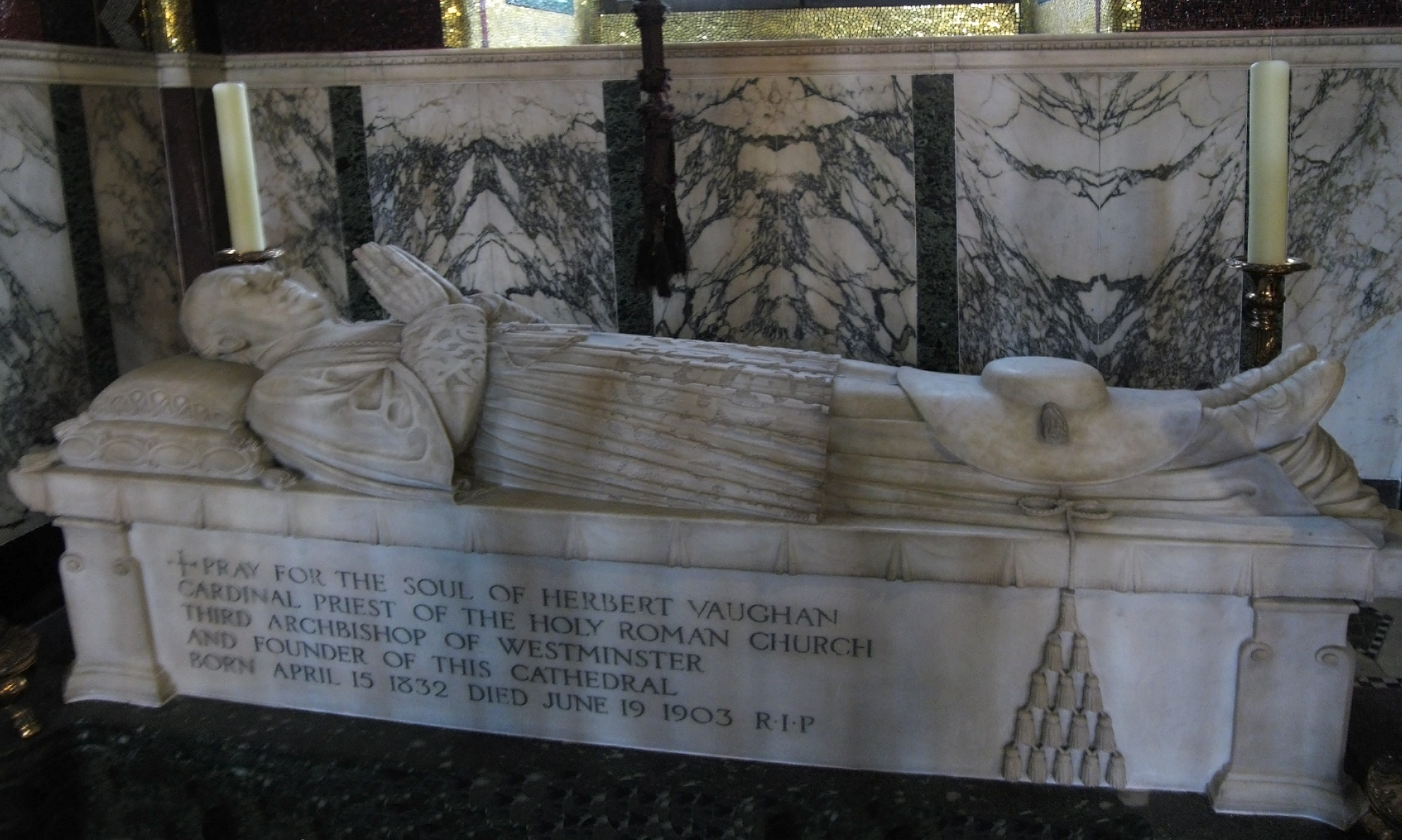
Praalgraf van de kardinaal in de kathedraal van Westminster

Herbert Alfred Henry Vaughan (Gloucester, 15 april 1832 - Mill Hill, 19 juni 1903) was een Brits geestelijke en een kardinaal van de Rooms-Katholieke Kerk.
Vaughan was het oudste kind van het uiteindelijk dertien kinderen tellende gezin van kolonel John F. Vaughan en Eliza Rolls. De vijf meisjes uit het gezin traden allen in in het kloosterleven, terwijl zes van de acht zonen priester werden, van wie er uiteindelijk drie bisschop zouden worden. Vaughan  studeerde aan het college van de Jezuïeten in Stonyhurst en vervolgens aan de Jezuïetenopleiding in Brugelette in België. Hij voltooide zijn academische studies aan het Pauselijke Universiteit Gregoriana in Rome.
Vaughan werd op 28 oktober 1854 in het Toscaanse Lucca priester gewijd. Hij werd vervolgens vicepresident van het Saint Edmund's College in Ware. Vanuit die positie ondernam hij verschillende missionaire reizen naar de Amerika's. In 1864 stichtte Vaughan de gemeenschap van apostolisch leven, die bekend zou worden als de Missionarissen van Mill Hill. Hij zou deze gemeenschap blijven leiden tot 27 september 1872, toen hij benoemd werd tot bisschop van Salford. Hij ontving zijn bisschopswijding op 28 oktober 1872 uit handen van kardinaal Henry Edward Manning, die hij kende uit de tijd dat hij in Rome studeerde.
Paus Leo XIII benoemde Vaughan op 8 april 1892 tot aartsbisschop van Westminster. Hij was tien jaar metropoliet van de kerkprovincie van Engeland en Wales. Onder zijn leiding kwam de bouw van de kathedraal van Westminster gereed.
Vaughan werd tijdens het consistorie van 16 januari 1893 kardinaal gecreëerd. Hij kreeg de rang van kardinaal-priester. Zijn titelkerk werd de Santi Andrea e Gregorio al Monte Celio.
Vaughan overleed, na een drie maanden durend ziekbed, aan hartfalen. Hij werd aanvankelijk begraven in de kapel van het seminarie van de broeders van Mill Hill, maar werd in 2005 overgebracht naar een kapel in de metropolitane kathedraal.
- Bibliothèque nationale de France: cb10743344c (data)
- Gemeinsame Normdatei: 119250101
- International Standard Name Identifier: 0000 0001 2139 2865
- Library of Congress Control Number: no92032454
- Nationale Bibliotheek van Polen: a0000001797915
- Nederlandse Thesaurus van Auteursnamen: 074629522
- SNAC: w6x36gbs
- Système universitaire de documentation: 077906144
- Trove: 1506917
- Virtual International Authority File: 73845099
- WorldCat: E39PBJy8tj9xPj3q3mvgxQkv73